# ورزشگاه مونهاک اینچئون
ورزشگاه مونهاک اینچون یک ورزشگاه فوتبال در اینچون، کره جنوبی است. ورزشگاه گنجایش ۵۰٬۲۵۶ هزار نفر را دارا است و میزبان بازی های خانگی باشگاه اینچون یونایتد در رقابت های کی لیگ است.

## جام جهانی ۲۰۰۲
ورزشگاه مونهاک اینچون یکی از مکانهای برگزاری بازی های جام جهانی ۲۰۰۲ بود. و مسابقات زیر را برگزار کرده
| تاریخ        | تیم ۱     | نتیجه | تیم ۲  | رقابت    |
| ------------ | --------- | ----- | ------ | -------- |
| ۹ ژوئن ۲۰۰۲  | کاستاریکا | ۱-۱   | ترکیه  | (گروه C) |
| ۱۱ ژوئن ۲۰۰۲ | دانمارک   | ۰-۲   | فرانسه | (گروه A) |
| ۱۴ ژوئن ۲۰۰۲ | کرهٔ جنوبی | ۰-۱   | پرتغال | (گروه D) |